# Owner of a Broken Heart
Owner of a Broken Heart is de veertiende aflevering van het veertiende seizoen van de televisieserie ER, die voor het eerst werd uitgezonden op 10 april 2008.

## Verhaal
Dr. Lockhart besluit om naar Kroatië te gaan om haar man dr. Kovac op te zoeken. Zij twijfelt over het vertellen wat er de laatste tijd allemaal met haar gebeurd is tegen hem, zij besluit om eerlijk tegen hem te zijn. 
De SEH maakt kennis met een nieuwe dokter, dr. Simon Brenner. Hij krijgt al snel een discussie met dr. Pratt over het werken met studenten. Dr. Brenner heeft weinig zin om les te geven, dr. Pratt probeert hem duidelijk te maken dat dit een academisch ziekenhuis is. Ook wordt het snel duidelijk dat dr. Brenner een charmeur is en goed ligt bij de vrouwelijke collega's. 
Dr. Gates heeft het moeilijk nu pastor Dupree vertrokken is uit het ziekenhuis, hij mag wel weer de interesse krijgen van Taggart. Ondertussen behandelt hij een patiënte met een donorhart waarvan het lichaam het hart afstoot. 
Dr. Morris wil voor een studie een taser op zichzelf uitproberen. Als dit gebeurt, gaat het niet zoals eerst gepland was.

## Rolverdeling

### Hoofdrollen
- Goran Višnjić - Dr. Luka Kovac
- Maura Tierney - Dr. Abby Lockhart
- Mekhi Phifer - Dr. Gregory Pratt
- Parminder Nagra - Dr. Neela Rasgrota
- John Stamos - Dr. Tony Gates
- Scott Grimes - Dr. Archie Morris
- David Lyons - Dr. Simon Brenner
- Amy Aquino - Dr. Janet Coburn
- Linda Cardellini - verpleegster Samantha Taggart
- Laura Cerón - verpleegster Chuny Marquez
- Brian Lester - ambulancemedewerker Brian Dumar
- Bresha Webb - Laverne St. John

### Gastrollen (selectie)
- Yara Martinez - Mia
- William Lee Scott - Jordan
- Fran Bennett - Michelle
- K Callan - Kelly Robinson
- Marc Jablon - Larry Weston
- Marianela Pereyra - Erika
- Katelynn Tilley - Roxy